# La vache qui rit
La vache qui rit is een van oorsprong zachte Franse kaas, maar de kaas wordt overal ter wereld gemaakt en gegeten. In de meeste landen heeft de kaas dezelfde naam, maar dan in de landstaal. In Nederland en Vlaanderen heeft de kaas de Franse naam. Het is een smeerkaas, die op basis van een recept uit 1921 wordt gemaakt. Dat was het recept voor een zachte lang houdbare kaas. De kaas is een merk van le Groupe Bel.
De lachende rode koe met kaasdozen als oorbellen siert al bijna sinds het begin de doosjes. Net zoals op de de verpakking van Droste, komt het beeld, in dit geval een koe die lacht, recursief terug.